# Рогалёв, Николай Петрович
Никола́й Петро́вич Рогалёв (1931 года, Камышлов — 1 января 2000 года, Артёмовский) — мастер спорта СССР по биатлону, тренер, Отличник народного просвещения, Почётный гражданин Артёмовского городского округа.

## Биография
Николай Петрович родился в г.Камышлове в декабре 1931 года. Как все мальчишки военного поколения, рвался на фронт, особенно после гибели брата в 1944 году. Но в армию попал только по призыву — в начале 1950 годов. В армии занимался лёгкой атлетикой и лыжами, играл в футбол. Это увлечение и привело его в областную спортивную команду общества «Локомотив». Работал Николай кочегаром, потом помощником машиниста — сначала паровоза, а потом тепловоза. Там, в сборной, он познакомился с Василием Холодинским со станции Егоршино. Они подружились. Друг обрисовал Николаю перспективы работы на Егоршинском отделении железной дороги, и молодая семья Рогалевых, в которой были уже две дочери, в 1961 году перебралась в г. Артёмовский (для железнодорожников это станция Егоршино).
Н. П. Рогалёв ещё более интенсивно занялся лыжными гонками. В итоге Николай Рогалёв стал первым мастером спорта по лыжным гонкам в городе Артёмовском.
Успехи в развитии массового спорта поставили руководство отделения железной дороги перед необходимостью создания лыжной базы. Н. Рогалёв и В. Холодинский, объединив вокруг себя спортсменов-железнодорожников, стали своими силами возводить здание на берегу, невдалеке от плотины Верхнего пруда.
Николай Петрович Рогалёв был в это время в школе № 56 тренером по лыжам от ДЮСШ «Локомотив». Позднее спортшкола стала самостоятельным учебным заведением.
В середине 1960 годов советские стреляющие лыжники стремительно завоёвывали международные рубежи и этот вид спорта становился очень популярным на Урале. Мастер-лыжник Рогалёв выполнил норматив мастера спорта и по биатлону.
Рогалёв Николай Петрович и спортсмены-железнодорожники взялись за тренировки мальчишек-лыжников. Отрабатывали технику бега с винтовкой за плечами, стрельбу из положений лёжа и стоя. Причём Николай Петрович, привыкший во всём доходить до точки, вырабатывал свою систему тренировок, которой до сих пор пользуются его ученики, ставшие мастерами спорта и тренерами. Так закладывалась основа артёмовской школы биатлона, которая позволила воспитать не одно поколение чемпионов, в том числе и международного уровня.
Николай Петрович был вдумчивым и добрым человеком, требовательным педагогом. Владимир Александрович Березин председатель городского спорткомитета, вспоминает:
Он был нам за отца и за мать, без всякого преувеличения. Мы ведь на сборах и соревнованиях всегда вместе жили — когда родителям за нами следить. Николай Петрович не терпел неправды и несправедливости. В общем, не только спортсменов — людей из нас воспитывал.
Активные занятия спортом Рогалёв Н. П. оставил в 44 года. Но тренерская работа занимала, наверное, даже больше времени. Попавших к нему ребят Рогалёв не выпускал из поля зрения. Ученики, прошедшие его школу, платили ему искренней любовью и привязанностью. Его известной воспитанницей была Елена Мельникова.
За обучение юных лыжников и биатлонистов спортивному мастерству Николай Петрович получил звание «Отличник народного просвещения».
Ольга Николаевна Чеботарёва, дочь Николая Петровича говорит:
У нас всегда дома было много народа: приходили папины ученики, наши друзья. Особенно, помню, после того, как он побывал на Олимпиаде в Гренобле в 1968 году. Отец был скромным человеком, не любил выпячиваться и хвастаться успехами, но полученные звания и награды очень ценил. Он и нас с сестрой Людмилой увлёк спортом. Я до сих пор занимаюсь фитнесом, а она стала профессором, доктором наук, занимается спортивной психологией.
Николай Петрович Рогалёв ушёл из жизни 1 января 2000 года. Оставил целую когорту учеников — спортсменов и тренеров.

## Награды и звания
- Мастер спорта СССР по биатлону
- Отличник народного просвещения
- Почётный гражданин Артёмовского городского округа